# Капанноли
Капанноли (итал. Capannoli) — коммуна в Италии, расположена в области Тоскана, в провинции Пиза.
Население коммуны, на 01.01.2024 года, составляет 6370 человек, плотность населения ─ 280,31 чел./км². Коммуна занимает площадь 22,73 км². Почтовый индекс — 56033. Телефонный код — 0587.
Покровителем коммуны почитается святой апостол Варфоломей, день памяти отмечается 24 августа.

## Демография
Динамика населения:

## Администрация коммуны
- Официальный сайт: http://www.comune.capannoli.pisa.it/